# Policja Republiki Czeskiej
Policja Republiki Czeskiej (Policie České republiky (PČR)) – czeska umundurowana (służba mundurowa) i uzbrojona formacja służąca społeczeństwu i przeznaczona do ochrony bezpieczeństwa ludzi oraz do utrzymywania bezpieczeństwa publicznego i porządku publicznego.

## Historia i współczesność
Oficjalnie została utworzona 15 lipca 1991 roku w Czechosłowacji. Siedziba czeskiej Policji znajduje w Pradze. Współpracuje z lokalnymi służbami policyjnymi, które istnieją w czeskich miastach. Policja Republiki Czeskiej zajmuje się egzekwowaniem prawa wśród ludności cywilnej. Wśród wojskowych robi to czeska żandarmeria wojskowa. Pierwsi funkcjonariusze przeszli z komunistycznej SNB po wcześniejszym przejściu lustracji, podobna procedura została także przeprowadzona na Słowacji. Obecnie czeska Policja zatrudnia 41 tys. policjantów. Podlega pod Ministerstwo Spraw Wewnętrznych Czech. Nie zajmuje się sprawami celnymi oraz zwalczaniem terroryzmu.

## Wyposażenie

### Pojazdy
- Škoda Fabia Kombi
- Škoda Octavia 1.6 (75 kW) i 1.8 (118 kW)
- Škoda Octavia RS 2.0 (147 kW)
- Ford Mondeo ST220 3.0 (166 kW)
- Volkswagen Passat VR6 3.6 (221 kW)
- VW Transporter 3.2 (173 kW)
- Yamaha (600 i 1300 ccm)

### Uzbrojenie

#### Pistolety
- CZ-75
  - CZ SP-01
  - CZ 75D PCR Compact
  - CZ P-01
  - CZ 2075 RAMI
  - CZ P-07 Duty
  - CZ 97B

#### Pistolety maszynowe
- vz.61 Škorpion

#### Karabiny
- Sa vz. 58

#### Karabinki snajperskie
- CZ 700